# Тронборг, Микаэль
Микаэль Тронборг Кристенсен (дат. Michael Tronborg Kristensen; род. 13 июля 1983, Дания) — датский профессиональный шоссейный велогонщик в 2006–2012 годах.

## Достижения
2001
2-й  Чемпионат Дании — Командная гонка с раздельным стартом (юниоры)
2003
1-й — Этап 2 Doble Copacabana Grand Prix Fides
3-й  Чемпионат Дании — Командная гонка с раздельным стартом U23
3-й Чемпионат Дании — Индивидуальная гонка U23
2005
2-й Чемпионат Дании — Индивидуальная гонка U23
2006
1-й — Этап 2 Arden Challenge
2007
1-й  Чемпион Дании — Командная гонка с раздельным стартом
3-й Chrono champenois 
2008
1-й Гран-при Ругаланна
1-й Дуо Норман (вместе с Мартином Мортенсеном
2-й  Чемпионат Дании — Командная гонка с раздельным стартом
2-й Омлоп ван хет Хаутланд
3-й Post Cup
2009
2-й  Чемпионат Дании — Командная гонка с раздельным стартом
2010
3-й Дварс дор хет Хагеланд